# 美波町立伊座利小学校
美波町立伊座利小学校（みなみちょうりつ いざりしょうがっこう）は、徳島県海部郡美波町伊座利にある公立小学校。

## 概要
美波町立由岐中学校伊座利分校と一体化した小中併設校である。また学校周辺は山と海に囲まれ自然豊かな環境でもあり、同時に県内外を問わず多数の児童の「留学」を受け入れている。尚、現校舎の前の旧校舎は現校舎の東側に存在していたが、現在では取壊され、代わりに留学生用の宿泊施設に変わった。

## 沿革
- 2006年 - 町村合併のため由岐町から美波町となり、現校名に改称。

## 関連学校
- 美波町立由岐中学校伊座利分校

## 通学区域が隣接している学校
- 美波町立由岐小学校
- 阿南市立椿小学校